# ジェーン・ルードン

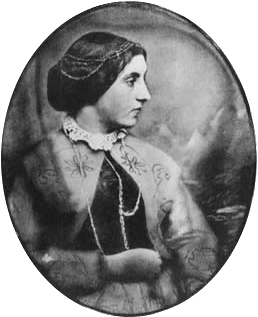
ジェーン・ルードン

ジェーン・ルードン（Jane Wells Loudon、結婚前の姓Webb、1807年8月19日 - 1858年7月13日）はイギリスの作家である。1827年に22世紀に科学者がミイラを復活させるという設定のSFを発表した。有名な造園家、ジョン・クラウディウス・ルードンと結婚し、夫を通して園芸や自然科学の分野の著作も行った。

## 略歴
バーミンガムのエッジバストンで実業家の娘に生まれた。12歳で母親をなくし、1年間父親と、ヨーロッパ本土に渡りそこでいくつかの言語を学んだ。父親の事業がうまくいかなくなりエッジバストンの屋敷で家事を手伝った。屋敷の庭で園芸や栽培に関する基本的な知識を得たされる。
1824年に父親が死に、生活を支えるために文筆活動をする道を選び、1827年に匿名で小説 "The Mummy!: A Tale of the Twenty-Second Century"を発表した。これは女性作家による最も早いサイエンス・フィクション作品の一つであるとされ、22世紀の技術は発達したが、道徳的に破綻したイギリスを舞台に科学者が蘇らせたミイラが国の秩序を回復させるという物語である。この物語はナポレオンのエジプト遠征で高まったエジプトの遺物の研究や1821年にイギリスの劇場でミイラが公開されたことに着想を得たのだと思われ、また1818年にメアリー・シェリーの小説『フランケンシュタイン』の成功にも影響を受けたと考えられる。この小説について多くの好意的な書評が書かれた。その中には、未来の作物の栽培法の着想に興味を持ち、園芸雑誌に書評を書いた造園家、ジョン・ルードンがいて、ルードンの希望で2人は面会し、短いつきあいの後、1830年に2人は結婚した。夫妻の間に、児童向けの著作を行ったことで知られるアグネス・ルードンが生まれた。
結婚後は夫の仕事に興味を持ち、女性の立場で、"Gardening for Ladies"などの女性園芸愛好家のための多くの著作を行った。

## 著書の画像

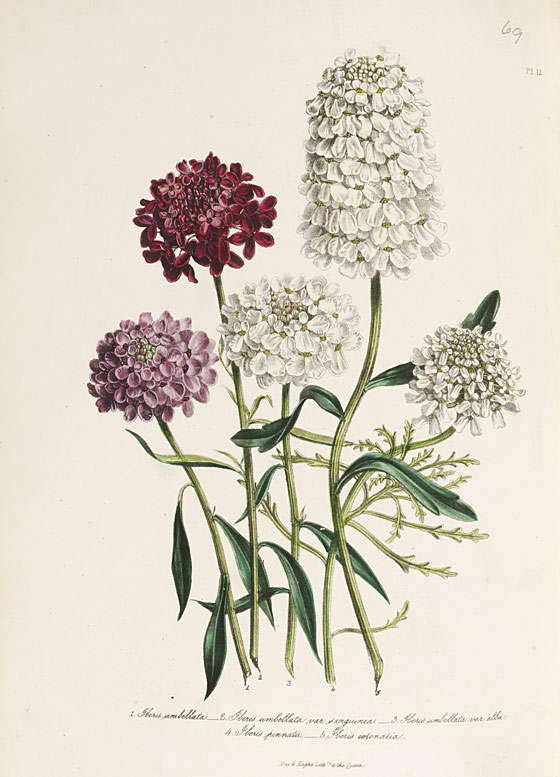
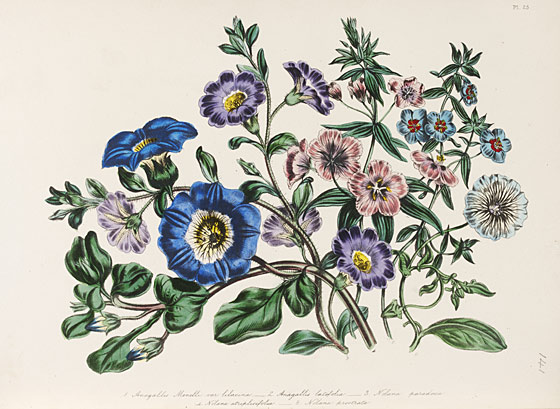
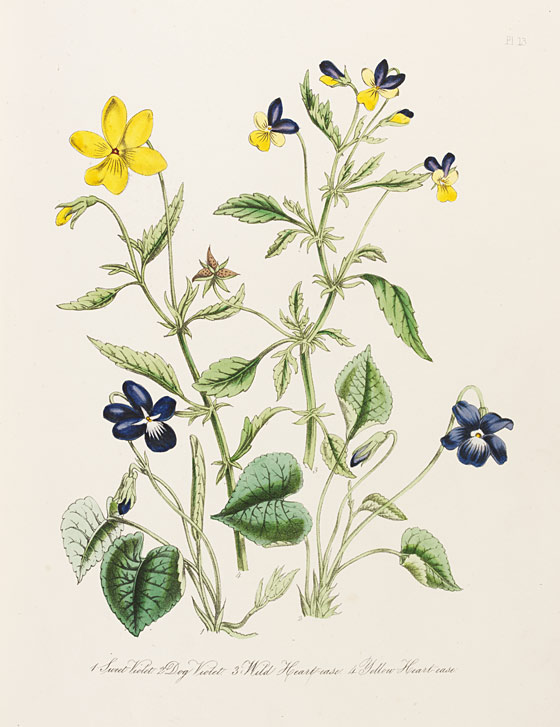
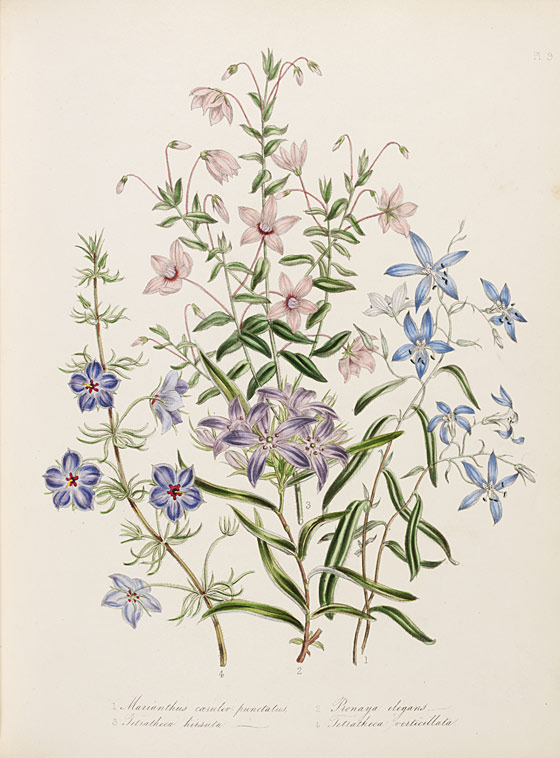
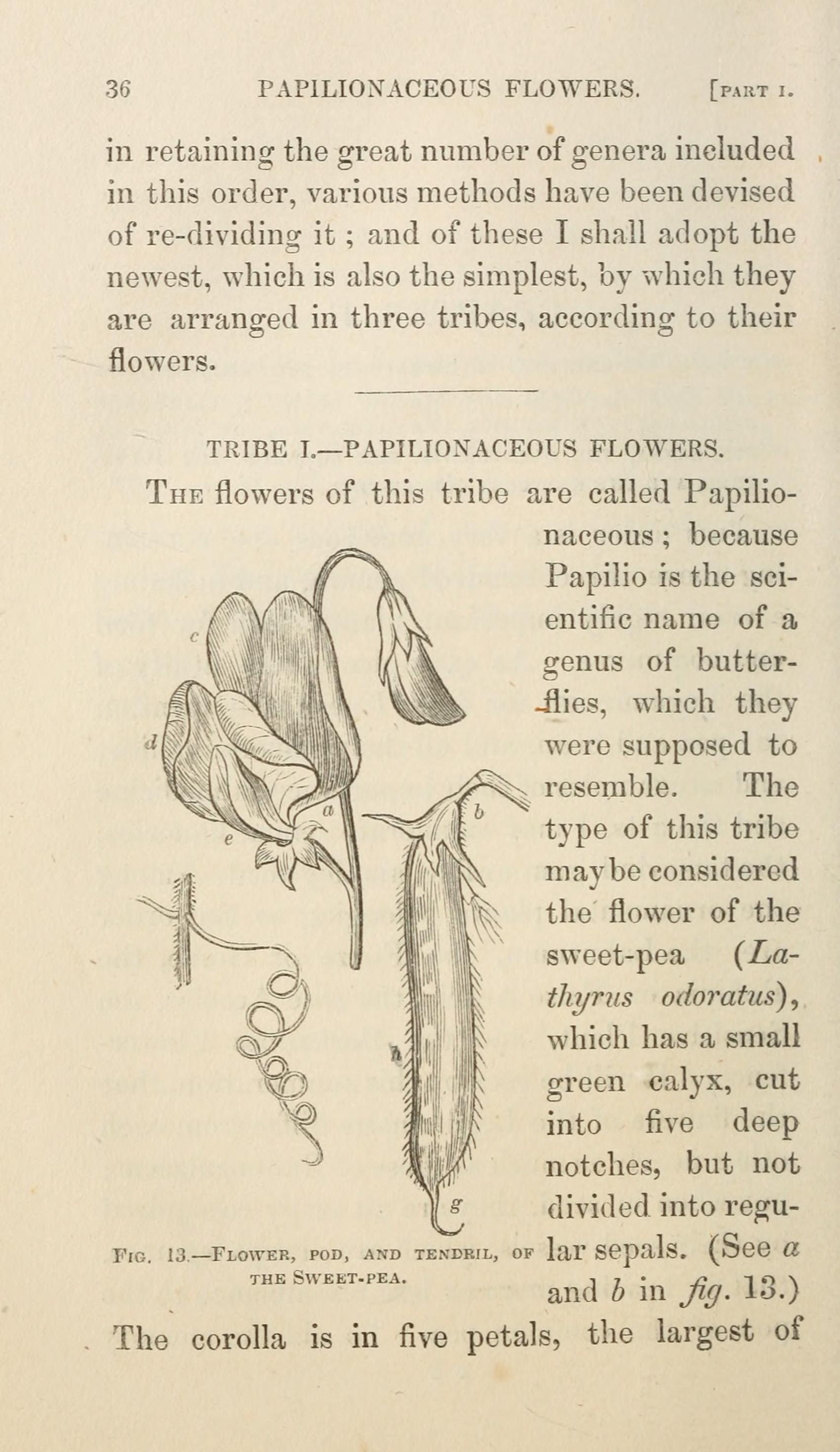

## 著作
- Prose and Verse (1824)
- The Mummy!: Or a Tale of the Twenty-Second Century (3 Bde., 1827, 2. Aufl. 1828)
- Stories of a Bride (3 Bde., 1829)
- Conversations upon Comparative Chronology and General History from the Creation of the World to the Birth of Christ (1830)
- Young Ladies Book of Botany (1838)
- Agnes; or the little girl who could keep her promise … (1839)
- Instructions in Gardening for Ladies (1840)
- The Young Naturalist's Journey (1840)
- Botany for Ladies (1842)
- The Ladies Magazine of Gardening (1842)
- The year-book of natural history (1842)
- The Ladies Companion to the Flower Garden (4 Bde., 1840–44)
- Glimpses of nature and objects of interest described during a visit to the Isle of Wight (1844)
- The Ladys Country Companion or How To Enjoy a Country Life Rationally (1845)
- Facts from the World of Nature, animate and inanimate. (1848)
- Domestic pets: their habits and management (1851)
- My Own Garden (1855)